# Divnice (przystanek kolejowy)
Divnice – przystanek kolejowy w Divnicach, w kraju zlińskim, w Czechach. Znajduje się na wysokości 340 m n.p.m.
Na przystanku nie ma możliwości zakupu biletów, a obsługa podróżnych odbywa się w pociągu. 

## Linie kolejowe
- 341 Staré Město u Uh.Hradiště - Vlárský průsmyk